# Р193 (Росія)
Автошлях Р 193 — автомобільна дорога федерального значення, яка з'єднує міста Воронеж і Тамбов, що проходить по території Воронезької і Тамбовської областей